# 清水静十郎
清水 静十郎（しみず せいじゅうろう、1847年4月29日（弘化4年3月15日）‐ 1915年（大正4年）3月27日） は、明治から大正期の実業家・政治家。衆議院議員。

## 経歴
伊予国宇和郡日土村（愛媛県西宇和郡日土村を経て現八幡浜市日土町) で清水庄一の長男として生れ、同郡卯之町（東宇和郡宇和町を経て現西予市宇和町卯之町）の庄屋・清水谷男の養子となった。漢学を修めた。1913年（大正2年）2月に分家した。
戸長、副区長などを歴任。1877年（明治10年）6月の特設愛媛県会は、議員資格が戸主に限定されていたが、選挙人10分の8以上の推薦と区内戸長11名の連名申請によって特例で県会議員に選ばれた。以後、1886年（明治19年）3月から1889年（明治22年）1月までと1892年（明治25年）3月から1896年（明治29年）3月までの2期県会議員に在任し、この間、立憲改進党、進歩党に所属した。
1890年（明治23年）7月の第1回衆議院議員総選挙（愛媛県第5区、立憲改進党）、1892年（明治25年）2月の第2回総選挙（愛媛県第5区、無所属）に連続して立候補したがいずれも落選。1898年（明治31年）3月の第5回総選挙で愛媛県第5区から進歩党所属で出馬して初当選。同年8月の第6回総選挙では憲政本党所属で出馬して再選され、衆議院議員に連続2期在任した。次の第7回総選挙には立候補せず政界を引退した。
実業界では、株式種生会取締役社長、卯之町銀行頭取、宇和水力電気監査役を務めた。
大正4年3月27日没。墓所は東京牛込の田中寺。